# Playa Girón
Playa Girón és una petita platja ubicada a la part oriental de la badia de Cochinos, indret costaner situat a la zona centre sud de Cuba, dins la província de Cienfuegos.
És un atractiu centre turístic reforçat pel fet que es troba dins dels límits d'un dels més grans i millor conservats aiguamolls del món, la Ciénaga de Zapata. El seu nom prové del pirata francès Gilberto Giron (c.1604).

## Història
La platja va passar a la història el 15 d'abril de 1961, quan va ser escollida com un dels punts de desembarcament en l'intent d'invasió de l'illa per part d'una brigada d'anticastristes d'origen cubà, patrocinada i recolzada pel govern dels Estats Units.
La invasió va ser derrotada per milicians cubans després de durs combats que van tenir lloc en diversos indrets de la Ciénaga de Zapata, especialment al llarg de les vies de comunicació construïdes pel govern revolucionari cubà per portar el desenvolupament a la població. Playa Girón va ser, precisament, el darrer punt ocupat pels invasors i on aquests patiren la derrota definitiva que feia fracassar l'operació. En l'actualitat, existeix allí un museu que aplega els detalls d'aquell fet històric.